# پل چهر
پل چهر پلی مربوط به دوره پهلوی اول است که در شهرستان هرسین، بخش بیستون، دهستان شیرز و ۲/۵ کیلومتری شمال غرب روستای چهر واقع شده‌است. این پل در تاریخ ۲۶ اسفند ۱۳۸۷ با شمارهٔ ثبت ۲۵۴۴۹ به‌عنوان یکی از آثار ملی ایران به ثبت رسیده است.

## ساخت پل
پل چهر در اوایل حکومت رضاخان بر روی رودخانۀ گاماسیاب ساخته‌شد. برای ساخت این پل از سنگ‌های حجاری‌شدۀ بناهای ساسانی بیستون استفاده شد. این سنگ‌ها با گاری به محل ساخت پل انتقال داده شدند. به نوشتۀ مسعود گلزاری روزانه نزدیک به هزار گاری از سنگ‌های حجاری‌شدۀ بیستون برای ساخت پل چهر و جادۀ هرسین انتقال داده می‌شد.
در سال ۱۳۷۵ پل جدیدی توسط وزارت راه جمهوری اسلامی در کنار پل چهر ساخته شد تا عبور وسایل نقلیه از روی پل چهر سبب آسیب رساندن بدان نشود.

## ویژگی‌ها
پل چهر دارای ۵ دهنه است و ۶۰ متر طول و ۴/۷۰ متر عرض دارد. جان‌پناه‌های پل ۵۰ سانتیمتر ارتفاع دارند.

## تخریب بخشی از پل
به دنبال وقوع سیل در بهار ۱۳۹۸ بخش‌هایی از پل چهر تخریب شد. این بخش‌ها تا شهریور ۱۴۰۱ هنوز مرمت نشده‌بود. در نهایت عملیات مرمت پل چهر در بهار ۱۴۰۲ انجام شد که طی آن یکی از پنج دهانۀ پل که تخریب شده بود مجدداً ساخته شد و پشت‌بند و موج‌شکن نیز اجرا شد.